# 雲部村
雲部村（くもべむら）は、兵庫県多紀郡にあった村。現在の丹波篠山市の中部、篠山川の右岸、兵庫県道・京都府道702号篠山京丹波線の沿線にあたる。

## 地理
- 山岳：剛山、衣笠山
- 河川：篠山川

## 歴史
- 1889年（明治22年）4月1日 - 町村制の施行により、泉村（飛地を除く）・倉谷村・春日江村・佐貫谷村・西本庄村・東本庄村・県守村・奥県守村の区域をもって発足。
- 1955年（昭和30年）4月10日 - 日置村・後川村と合併して城東村が発足。同日雲部村廃止。